# Väster-Rännöbodsjön
Väster-Rännöbodsjön är en sjö i Sundsvalls kommun i Medelpad och ingår i Ljungans huvudavrinningsområde. Sjön är 19,5 meter djup, har en yta på 0,459 kvadratkilometer och befinner sig 47,1 meter över havet. Sjön avvattnas av vattendraget Rännöån. Vid provfiske har bland annat abborre, braxen, gers och gädda fångats i sjön.

## Delavrinningsområde
Väster-Rännöbodsjön ingår i det delavrinningsområde (691409-156005) som SMHI kallar för Utloppet av Väster-Rännöbodsjön. Medelhöjden är 91 meter över havet och ytan är 4,56 kvadratkilometer. Räknas de 7 avrinningsområdena uppströms in blir den ackumulerade arean 50,28 kvadratkilometer. Rännöån som avvattnar avrinningsområdet har biflödesordning 2, vilket innebär att vattnet flödar genom totalt 2 vattendrag innan det når havet efter 30 kilometer. Avrinningsområdet består mestadels av skog (53 procent) och jordbruk (24 procent). Avrinningsområdet har 0,45 kvadratkilometer vattenytor vilket ger det en sjöprocent på 10 procent.

## Fisk
Vid provfiske har följande fisk fångats i sjön:
- Abborre
- Braxen
- Gärs
- Gädda
- Löja
- Mört
- Nors